# الترجمة المعرفية
الترجمة المعرفيّة هو المصطلح الجامع لكل الأنشطة المشاركة في انتقال البحث من المختبر والدورية العلمية والمؤتمر الأكاديمي إلى أيدي الأشخاص والمنظمات التي تستطيع وضعه للاستخدام العملي، ويُستخدم المصطلح عادةً فيما يتعلّق بالمهن الصحية والتي تشمل الطب والتمريض وإعادة تأهيل والصحة العامة والصيدلة، وبناءً على نوع البحث الذي تمت ترجمته من الممكن أن يكون المستخدم الفعلي طبيب أو ممرض أو معلم أو مدير مدرسة، أو مهنياً أو أخصائي العلاج الطبيعي ومشرّع واضع للقوانين أو عالم في الأمراض الوبائية أو موظف في الصحة المجتمعية.
الترجمة المعرفية ليست إجراء وإنما نطاق من النشاطات المتغيرة بناءً على نوع البحث والنطاق الزمني والجمهور المُستهدف.

## التعريفات
نشرت المعاهد الكندية للأبحاث الصحية (CIHR) عام 2000 التعريف الأكثر شيوعاً للترجمة المعرفية وهو "عملية ديناميكية متكررة تشمل التجميع والنشر والتبادل والتحقيق السليم أخلاقياً للمعرفة لتحصين صحة الكنديين وتوفير المزيد من الخدمات الصحية الفعّالة والمنتجات وتعزيز نظام الرعاية الصحية.
باستخدام تعريف المعاهد الكندية للبحوث الصحية كقاعدة؛ نشر المركز الوطني لنشر بحوث الإعاقة (NCDDR) في عام 2005 هذا التعريف عن الترجمة المعرفية على أنها: مراجعة منهجية تعاونية وتقييم وتعريف وتجميع وتطبيق عملي للبحوث ذات الجودة العالية في الإعاقة وإعادة التأهيل بين الأطراف المعنية أي المستهلكين والباحثين والممارسين وواضعي القوانين من أجل تحسين حياة الأفراد ذوي الإعاقات.
أقرّ جراهام وآخرون في عام 2006 انتشار المصطلحات المتعلقة بنشاط الترجمة المعرفية، موثقين 29 مصطلحاً مختلفاً اُستُخدمت في منشورات عدة وكالات لتمويل البحوث الصحية، تشمل نقل وحشد المعرفة وتبادلها والتنفيذ والأبحاث المُترجمة.
أعاد المركز الوطني لنشر أبحاث الإعاقة في عام 2006 نشر نظرة عامة كتبتها بيمجاي سدسواد حينها مع جامعة ويسكونسون ماديسون الآن وزارة التعليم الأمريكية بعنوان: «الترجمة المعرفية: مقدمة في النماذج والاستراتيجيات والمقاييس». هذه النظرة العامة ترتبط بمجموعة متنوعة من نماذج الترجمة المعرفية التي ما تزال على الأقل قيد التطوير منذ عام 1976، شملت نموذج ستيتلر لاستخدام البحوث ونموذج التنفيذ المنسق وإطار لتعزيز العمل على البحوث في الخدمات الصحية (PARIHS) ونموذج أوتاوا لاستخدام البحوث (OMRU) وكذلك إطار عملية تنفيذ المعرفة (KTA).

## التاريخ
من الممكن ملاحظة نشاط الترجمة المعرفية من خلال العودة لعهد خدمات الإرشاد الزراعي التي أسسها قانون سميث ليفر عام 1914، وقد أضفى هذا القانون طابعاً رسمياً للعلاقة بين جامعات منح الأراضي ووزارة الزراعة الأمريكية (USDA) فيما يتعلق بالإرشاد الزراعي، حيث قام وكلاء هذا الإرشاد في جامعات منح الأراضي بنشر المعلومات بين المزارعين ومربيّ الماشية حول تطوير البذور وإدارة الأراضي وتربية الماشية.
أشار المركز الوطني لنشر بحوث الإعاقة في تقريرهم الخامس لعام 2005 إلى أن مصطلح الترجمة المعرفية يعتبر حديث نسبياً لوصف مشكلة قديمة نسبياً بمعنى الاستخدام الناقص للبحوث القائمة على الدلائل في أنظمة الرعاية، وغالباً ما يُوصف هذا الاستخدام كفجوة بين ما هو معروف وبين ما يجري حالياً في وضع الممارسة.
بينما كانت تقييمات استخدام البحوث في مجال الصحة قائمة على الأقل منذ منتصف الستينيات، تسارع الاهتمام المؤسسي بهذه المسألة التي طال أمدها منذ 25 عاماً. أسست وزارة الصحة والخدمات البشرية بالولايات المتحدة عام 1989 وكالة أبحاث الرعاية الصحية والجودة، وفي عام 1997 وهبت الحكومة الكندية المؤسسة الكندية لبحوث الخدمات الصحية (CHSRF) والتي تسمى الآن المؤسسة الكندية لتحسين الرعاية الصحية أو (CFHI)، وفي عام 2000 قامت الحكومة الكندية بتوحيد الوكالات القائمة لتصبح المعهد الكندي للأبحاث الصحية. في عام 2006 أنشأت معاهد الصحة الوطنية الأمريكية مِنَح العلوم الترجمية والسريرية والتي تموّل حوالي 60 مؤسسة طبية أكاديمية في جميع أنحاء البلاد، ويلعب ممولو البحوث الصحية دوراً مضطرداً في كيفية انتقال الأدلة إلى مرحلة الممارسة مختصرةً بذلك الوقت بين البحث والتنفيذ.
في الآونة الأخيرة وعلى نحو متزايد تتم معالجة تحديات لتصفية المعلومات للترجمة المعرفية من خلال مقترح مولوني وتايلور رالف «نموذج التدفق»؛ والذي يُعنى بالتحكم الأفضل لتدفق المعلومات وتحسين تطبيق البحوث في الرعاية الصحية. وتنظر دراسات حديثة أخرى لدور تصميم المصنوعات اليدوية مثل الرسومات والعروض البصرية والنماذج الأولية لدعم الترجمة المعرفية في البحوث وتطوير المشاريع.